# パンドラプロジェクト
『パンドラプロジェクト ザ・ロジックマスター』(Pandora Project THE LOGIC MASTER)は1996年にチームバグハウス(Team Bughouse)から発売されたプレイステーション用のシミュレーションゲームである。

## 概要
自律動作するロボット同士を戦わせるシミュレーションゲーム。各ロボットはユニットごとの身体的な能力（ハードウェア。武装・耐久力・運動能力・機動特性・処理能力など）を持つが、その運用はプレイヤーの手によるロジック（ソフトウェア）設計にゆだねられている。
根幹部分はアートディンクが発売した『カルネージハート』とほぼ同様のシステムである。プレイヤーはロジック設計画面のグリッド上にロジックパレット（命令チップ）を配置し、ロジックパレット間に導線を結ぶことで分岐・カウント・ループといった制御構造を組み上げてゆく。

### カルネージハートとの違い
本作と『カルネージハート』は根幹こそ同じだが、ゲーム作品としての方向性は大きく異なっている。限られたハードウェア構成でストイックに戦う『カルネージハート』に対し、本作は自由度や多様性を重視したゲームバランスが選択されている。本作では全150種類のユニットから最大同時に5体までを戦闘メンバーに選ぶことができ、また一部のユニットは「本体」「武器1」「武器2」の3か所それぞれに異なったロジックを設計することができる。
ユニットの性能はさまざまで、射程に優れるもの、耐久力が高いもの、高速移動が可能なもの、移動機能を持たない砲台ユニット、攻撃手段を持たない補給専門ユニット、ロジック処理能力に特化した指令専用ユニットなど、バリエーションに富んでいる。各ユニットには「ユニットレベル」という数値が設定されており、合計がステージの制限レベル値を上回らないかぎり、戦闘メンバーに加えることができる。
戦闘条件を満たしつつ多様なユニットを組み合わせ、特徴を活かし役割を分担させ、移動・攻撃・陽動といった戦闘行動の全てをプレイヤーが立案・作成してゆく。汎用的なユニットが多い『カルネージハート』にくらべ、プレイヤーによる戦法の違い・弱点・相性などがはっきりと現れやすいゲーム性になっている。

## 世界観・ゲームシステム

### ストーリー
武装ロボットによる模擬戦闘ゲームが行われている未来。軍用ユニットが民間に流出し、模擬戦闘システムを悪用したテロが多発。主人公Hiroも、婚約者Rikaを失った。
事態の悪化を止めることができない地球連邦政府は、在野の優秀なエンジニアを治安維持に採用すると決定。その選出の場として2054年1月、第1回L.M.S.国際大会の開催を発表した。
Hiroはテロリストに復讐を果たすため、大会へエントリーし最高位「ロジックマスター」の称号を目指す。

### 用語
ホビー・ブレイン・テクニカ略称「H.B.T.」。軍事企業集合体。無人兵器技術の民間応用として2051年にL.M.S.を発表。
ロジック・メーキング・シミュレーション略称「L.M.S.」。自律型ロボットの模擬戦闘を行うゲーム。プレイヤーが参加するのは「L.M.S. CHAMPIONSHIP 2054」。地方大会・全国大会・国際大会の3ランクに分かれている。
Pandora Project第1回L.M.S.国際大会の異名。過激に盛り上がり、各種の思惑が交錯しているさまからついた俗称。
ドック多数のユニットを保管・管理するシステム。ドック名は、大会参加チーム名も兼ねる。
L.M.S.ユニット通称「ユニット」。各ロボットの機体。ハードウェアに相当する。二足歩行型、多脚歩行型、車両型、キャタピラ型、滑走ホバー型、浮遊ホバー型、固定型に大別される。
ロジック各ロボットや武装の行動設定。ソフトウェアに相当する。
ロジックパレットロジック作成に用いられる、個々のチップ。分岐や処理のジャンプを行う「メインパレット」、代入や加減算を行う「コンピュートパレット」、情報を取得する「サーチパレット」、実際の行動を指示する「アクションパレット」の4系統、全48種類。処理の流れは、各パレット間の8方に矢印を置くことで指定する。
メモリロジック作成に用いられる、情報保存・活用のためのシステム。変数に相当する。サーチした情報が一時的に入る「SENSメモリ」、本体・武器1・武器2が個別に持つ「PARTメモリ」、ユニット全体で共有される「UNITメモリ」、味方全ユニットで共有される「TEAMメモリ」の4種類。方向や体力などの情報を記憶・参照する際に用いる。
セクタロジック作成に用いられる、方向を表す単位。360度が0から23までの24セクタに分かれている。1セクタは15度。正面方向は常に0セクタ。
Makiアシスタント兼オペレーターの女性。ゲーム中の選択肢や警告をプレイヤーに告げる。

### ゲームモード
イベントバトル
地方大会・全国大会・国際大会・ミッションの4段階に分かれる。各大会はランキング登録チームと対戦し、順位を上げ、1位を獲得することで次の大会へと進む。ミッションでは各ミッションをクリアすることで次のミッションへと進む。勝利したチームは、負けたチームのユニット1体を選び、自チームの1体と交換で入手できる。交換でしか手に入らないユニットもある。
マッチバトルプレイヤー同士でのチーム戦。
ロジックロジック作成画面。ロジック作成の基本を学ぶ「トレーニング」、動作確認のための「テスト対戦」も含まれる。
ショップユニットの売買を行う店。

## 備考
- 開発・発売の「チームバグハウス」は「株式会社エヌケーシステム」と合併。「株式会社エヌケーシステム」は『トリノホシ 〜Aerial Planet〜』を開発したのち2009年に公式サイトを閉じ、以降の状態は不明。